# 許雅涵
許雅涵（1998年2月10日—）是位臺灣爵士鋼琴家，出生於高雄，8歲獲得不分齡創作冠軍，10歲發行人首張全創作專輯。

## 背景
許雅涵出生在一個爵士音樂家庭，父親許乃中為爵士鋼琴家、編曲家兼唱片製作人及音樂總監，母親宋甜兒為台湾第一位獲邀於文化中心演唱的爵士歌手與鋼琴家。從小許雅涵就在爸媽的引導下開始對音樂產生興趣，四歲起開始學習古典鋼琴等樂器，7歲起便跟著父母一同登台演出。其擅長之樂器有鋼琴、薩克斯風 、吉他、爵士鼓、口琴、手風琴等多樣。許雅涵父母親所創「漂兒爵士樂團」，為全臺第一個獲邀於南投、澎湖、宜蘭等三地文化中心正式演出。長期於總統府音樂會、各地文化中心及國際爵士藝術節活動中演出。

## 經歷
2007年4月，許雅涵8歲時，報名了大電視之星（即今MOD之星）創作歌唱比賽，許雅涵在比賽中以6歲時自創曲《香草咪咪》自彈自唱，歷經長達半年的初賽、複賽、總決賽等賽程，終而獲得創作組歌唱冠軍。
2007年9月9日，許雅涵隨其父許乃中和母親宋甜兒所創之漂兒爵士樂團於台中縣立文化中心巡迴爵士演出，台湾媒體相繼大幅報導，媒體譽為台湾音樂史上最年輕爵士薩克斯風手、台湾爵士鋼琴手和台湾爵士歌手。
2007年10月20日，許雅涵與漂兒爵士樂團，獲邀於台中國際爵士節中，擔任台灣區爵士音樂家第一場演出，許雅涵有著比波普爵士風格，是受邀表演的最年輕爵士音樂家。
2008年正式發片前，艾迴唱片公司先行讓許雅涵詞曲創作並獨立編曲、和聲製作及錄製《新春快樂開運歌》迷你專輯，並以來電答鈴方式販售。這是音樂史上從不曾有過之創舉。年僅9歲的許雅涵，獨立一人詞曲創作並编曲，和聲製作及錄製迷你專輯，音樂史上最年輕之唱片專輯製作人正式產生。
許雅涵在艾迴唱片（現更名為愛貝克思唱片）全力支持下以「全台灣年紀最小的全能創作歌手」為宣傳口號，於2008年2月29日正式發行，作品《香草咪咪》專輯中所有詞曲創作及母帶demo、鋼琴、編曲、演唱皆由許雅涵獨立完成。《香草咪咪》專輯宣傳期間，投入徐熙媛所主演的影片《愛的發聲練習》，飾演徐熙媛的童年角色。
同年8月22日，日本薩克斯風天后矢野沙織來台，與許雅涵於演奏會前相見，兩人同是女薩克斯風手。
2010年7月16日，發行了第二張創作專輯《天使》。
2011年4月8日，被邀請擔任世界環保日代言人，並為桃園縣製作桃園河川環保代言的主題曲《永遠的承諾》。同年7月4日，《永遠的承諾》單曲正式發行。
2012年1月，赴中國大陸拍攝處女作電影《綁架大明星》，與陳曉東在電影劇情中飾演父女檔。同年5月12日，擔任facebook線上遊戲《創劍》的國際代言人。
2013年7月,擔任中國流行音樂榜榜單(八大音樂榜)每週節目榜單揭榜主持。
2014年8月，韓流吹襲演藝圈，韓國經紀公司展開跨海合作。
2017年獲邀擔任中國華服春晚推廣大使迄今。
2017年獲邀擔任全球華語流行音樂金曲榜推廣大使迄今。
2018年獲邀擔任北京衛視BTV春晚全國海選星推官迄今。
2019年1月，獲邀擔任海南文化電影（獨步）與港星吳孟達
擔任男女主角（籌備中）。
2020年獲頒全球華語流行音樂金曲榜港台最佳創作人。
2021年3月新曲籌劃，和周杰倫御用音樂人（黃雨勳），張學友制作人林偉文及周杰倫演唱會舞蹈總監小麥老師等團隊即將發行新曲。

## 音樂作品

### 專輯
- 《新春快樂開運迷你專輯》于2008年1月1日发行，唱片公司为Avex。
- 《香草咪咪》2008年2月29日發行，分可愛繪本版和創作全能版，唱片公司为Avex。

CD:
1. 香草咪咪
2. 幸福得冒泡
3. candy box
4. 愛一定會再回來
5. 黑色大魔鬼
6. ㄅㄨ魯熊
7. 烏咪想要有個家
8. 優西白金公主
9. 二年二班
10. 愛你愛你愛愛你

- 《艾迴20年華語25金曲》（香草咪咪）于2008年8月15日发行，唱片公司为Avex。
- 《天使》于2010年7月16日发行，唱片公司为漂兒音樂。

CD:
1. 天使之戀
2. Ya!Da!Di!
3. 碎玻璃
4. CANDY的祝福
5. 我不是窮光蛋
6. 天使日記
7. 說我像她她像我
8. 雞婆賽女郎
9. 愛情飄飄
10. 勇敢向前走

- 《永遠的承諾》于2011年7月4日发行，唱片公司为漂兒音樂。

1. 永遠的承諾（水精靈版）

- 《我終於到達》于2022年12月28日发行，唱片公司为頂堅國際有限公司。

1. 我終於到達

### 音樂創作
| 歌曲                   | 发布日期       | 专辑                      | 备注                       |
| ---------------------- | -------------- | ------------------------- | -------------------------- |
| 《新年颂》             | 2007年12月31日 | 《新春快樂開運迷你專輯》  |                            |
| 《春神报到》           | 2007年12月31日 | 《新春快樂開運迷你專輯》  |                            |
| 《小紅包》（歡樂版）   | 2007年12月31日 | 《新春快樂開運迷你專輯》  |                            |
| 《小紅包》（搖滾版）   | 2007年12月31日 | 《新春快樂開運迷你專輯》  |                            |
| 《香草咪咪》           | 2008年2月29日  | 《香草咪咪全創作專輯》    | 2006年大電視之星創作冠軍曲 |
| 《幸福得冒泡》         | 2008年2月29日  | 《香草咪咪全創作專輯》    |                            |
| 《愛~一定會再回來》    | 2008年2月29日  | 《香草咪咪全創作專輯》    | 2009年內政部公益歌曲       |
| 《ㄅㄨㄌㄨ熊》         | 2008年2月29日  | 《香草咪咪全創作專輯》    |                            |
| 《烏咪想有個家》       | 2008年2月29日  | 《香草咪咪全創作專輯》    |                            |
| 《2年2班》             | 2008年2月29日  | 《香草咪咪全創作專輯》    |                            |
| 《白金公主》           | 2008年2月29日  | 《香草咪咪全創作專輯》    |                            |
| 《愛你愛你愛愛你》     | 2008年2月29日  | 《香草咪咪全創作專輯》    |                            |
| 《Candy的棉花糖》      | 2009年7月1日   | 《葉子瑄迷你專輯》        |                            |
| 《如果每天我都能想你》 | 2011年7月1日   | 《葉子瑄 Sandy 同名專輯》 |                            |
| 《魂》                 | 2011年7月1日   | 《葉子瑄 Sandy 同名專輯》 |                            |
| 《白日夢》             | 2011年7月1日   | 《葉子瑄 Sandy 同名專輯》 |                            |

## 電影
| 时间      | 片名             | 角色           | 合作演员       | 导演         |
| --------- | ---------------- | -------------- | -------------- | ------------ |
| 2007年5月 | 《愛的發聲練習》 | 徐熙媛小貓童年 | 徐熙媛、彭于晏 | 李鼎         |
| 2013年8月 | 《綁架大明星》   | 高小嬋(女主角) | 陳曉東、楊恭如 | 張加貝、高奇 |

## MV
- 2008年：
  - CANDY BOX
  - 香草咪咪
  - 幸福得冒泡
- 2010年：
  - 天使之戀
  - 碎玻璃
  - YaDaDi
- 2011年：
  - 永遠的承諾

## 廣告
- 2008年：
  - 2月29日：香草咪咪電視CF
- 2009年：
  - 5月22日：賴銘偉愛在星光演唱會嘉賓
  - 7月15日：內政部愛的即時通，讓心彼此懂代言
  - 8月22日：台北市政府2009年搖尾巴節代言
  - 8月30日：DIAMOND潤穎國際服飾代言
  - 9月：Cadeson樂器代言
- 2011年：
  - 7月1日至7月4日：台北世貿樂器大展

- 賺錢.省錢創刊號
- DIAMOND潤穎國際Candy的小祕密系列潮T型錄
- 酷碰迷你手冊
- cadeson樂器代言明星年曆

## 演唱会
| 时间                     | 演唱会                                     |
| ------------------------ | ------------------------------------------ |
| 2008年10月12日           | 台中縣立文化中心與漂兒爵士樂團、謝俊奇合作 |
| 2008年12月18日           | 台中縣立文化中心賞星賞心音樂會             |
| 2008年12月27日～12月28日 | 與蕭薔擔任「謝雷世界巡迴演唱會」嘉賓       |
| 2009年5月22日            | 賴銘偉“愛在星光”演唱會嘉賓                 |

## 簽唱會
| 名稱           | 日期          | 開始時間 | 地點                                 |
| 香草咪咪簽唱會 | 2008年3月29日 | 15:30    | 台北市新光三越信義新天地A9、B2法雅客 |
| 香草咪咪簽唱會 | 2008年3月30日 | 13:30    | 台北市統一元氣館                     |
| 香草咪咪簽唱會 | 2008年4月1日  | 19:30    | 高雄市統一夢時代廣場                 |
| 香草咪咪簽唱會 | 2008年4月5日  | 14:00    | 高雄市新光三越百貨                   |
| 香草咪咪簽唱會 | 2008年4月5日  | 17:00    | 屏東市太平洋百貨                     |
| 香草咪咪簽唱會 | 2008年4月6日  | 14:00    | 台中市中友百貨                       |
| 香草咪咪簽唱會 | 2008年4月12日 | 15:00    | 桃園市FE21'                          |
| 香草咪咪簽唱會 | 2008年4月13日 | 14:30    | 中壢市太平洋SOGO百貨中央新館         |
| 香草咪咪簽唱會 | 2008年5月17日 | 10:30    | 台北市京華城BabyBoss                 |

## 個人生活

### 網路發展歷程
許雅涵（棠樂樂）自青少年時期即展現出對互動與自我表達的興趣，並逐步將重心擴展至網路平台。她於 2014 年 3 月以前（具體時間未公開）開始活躍於語音平台 RC 語音（群組 ID：9098），以親和自然的語調與即興歌唱吸引眾多聽眾，展現出與舞台表演截然不同的另一面。對她而言，這不只是轉換領域的選擇，而是出於興趣與真心喜愛的生活方式。
2017 年 12 月，她首次進入視訊直播領域，分別於 浪LIVE 與 iPair 直播 平台展開活動，並持續至 2018 年。期間內容涵蓋日常聊天、唱歌與觀眾互動。
2020 年，她相繼加入 Xtars Live 以及 初樂直播（7 月），進一步鞏固其直播主身份。同時，有網友指出她曾短暫出現在 MEME直播 平台，但相關活動紀錄有限。
2022 年，她再次活躍於 浪LIVE，直播內容更多元，並與觀眾建立起固定交流節奏。
2025 年 1 月，她加入國際平台 BIGO LIVE，拓展海外觀眾群，並持續進行直播活動。
| 時間區間                      | 平台名稱       | 備註                      |
| ----------------------------- | -------------- | ------------------------- |
| 2014 年 3 月前 – 2015 年 9 月 | RC 語音        | 語音互動初期，群 ID：9098 |
| 2017 年 12 月                 | 浪LIVE         | 首次進入視訊直播平台      |
| 2017 年 12 月 – 2018 年       | iPair 直播     | 累互動直播                |
| 2020 年                       | Xtars Live     | 嘗試新平台，風格逐步轉型  |
| 2020 年 7 月                  | 初樂直播       |                           |
| 2022 年                       | 浪LIVE（回歸） |                           |
| 2025 年 1 月                  | BIGO LIVE      | 直播持續進行中            |
| 時間未詳                      | MEME 直播      | 活動紀錄不完整            |

## 外部連結
- 許雅涵的Facebook專頁
- 許雅涵的instagram
- 許雅涵的微博 （页面存档备份，存于）
- 許雅涵的T ik T ok[]